# Sammy Price
Pour les articles homonymes, voir Price.
Sammy Price (1908-1992) est un pianiste, chanteur et chef d’orchestre de jazz et de blues américain, né à Honey Grove au Texas en 1908 et décédé à New York en 1992.

## Carrière
Sammy Price, né au Texas, débute comme chanteur dans un orchestre local de Dallas en 1927. Sa carrière le mène, dans les années qui suivent, à Kansas City, Chicago et Détroit. Son jeu au piano est dans le style du boogie-woogie.
En 1938, il est à New York et est engagé par la firme Decca Records. À la tête de son groupe, « Sam Price and his Texas Bluesicians », il accompagne les chanteurs maison, que ce soit Albinia Jones dans Hole in the Wall, un jump blues qui annonce le Rock and Roll, ou Sister Rosetta Tharpe dans des enregistrements de gospel.
Rock aroud the clock de Bill Haley (1954) est un démarquage à peine déguisé de The Dirty Dozens (26 septembre 1940)
Sammy Price continue à jouer et à enregistrer sous son nom jusqu’à la fin de sa vie .